# Lutterworth Athletic F.C.
Lutterworth Athletic F.C. là câu lạc bộ bóng đá Anh tọa lạc ở Lutterworth, Leicestershire. CLB đang thi đấu ở United Counties League Division One. Đội bóng được thành lập năm 1993 và tham dự đầu tiên ở Leicester & District Football League. Sau khi liên tiếp thăng hạng qua District Leagues thì họ lên chơi ở Leicestershire Senior League. CLB được chấp nhận gia nhập vào East Midlands Counties Football League ở mùa giải 2011–12 sau khi đứng thứ 2 chung cuộc ở Leicestershire Senior League.

## Lịch sử
Lutterworth Athletic Football Club được thành lập năm 1993. Lúc đầu CLB gia nhập Leicester & District Football League Division Two, kết thúc với chức vô địch ở mùa giải 1994–95 và á quân ở Leicestershire & Rutland County FA Trophy. Lutterworth đứng vị trí thứ 2 chung cuộc ở Saturday Shield mùa giải 1999–2000, và mùa sau đó được thăng hạng lên L&D Football League Premier Division sau khi đứng thứ 2 ở Division One. Sau khi đoạt chức vô địch mùa giải 2004–05, CLB được thăng hạng lên Leicestershire Senior League Division One. Lutterworth là á quân ở phân khu này mùa giải 2008–09 và được thăng hạng lên Premier Division. Trong suốt thời gian này, Lutterworth bắt đầu tham dự FA Vase, vào đến vòng 1 ở mùa giải 2011–12. Cũng trong mùa giải đó, CLB đứng thứ 2 và lại được thăng hạng, lần này là lên chơi ở East Midlands Counties Football League, và là lần đầu tiên CLB thi đấu ở cấp độ 10 của hệ thống các giải bóng đá Anh.

## Màu sắc
Màu sắc của Lutterworth Athletic là áo màu xanh lục và trắng, với quần và tất trắng. Trang phục sân khách là áo vàng, quần đen và tất vàng.

## Sân vận động
CLB thi đấu trên sân Hall Park, Bitteswell, Lutterworth.

## Các danh hiệu

### Danh hiệu cấp độ mùa giải
- Leicestershire Senior League Premier Division
  - Á quân: 2011–12
- Leicestershire Senior League Division One
  - Á quân: 2008–09
- Leicester & District Football League Premier Division
  - Vô địch: 2004–05
- Leicester & District Football League Division One
  - Á quân: 2000–01
- Leicester & District Football League Division Two
  - Vô địch: 1994–95

### Danh hiệu Cup
- Lutterworth Charity Cup
  - Vô địch: 2008–09, 2009–10, 2010–11
- Saturday Shield
  - Á quân: 1999–2000
- Leicestershire & Rutland County FA Trophy
  - Á quân: 1994–95

## Các kỉ lục
- FA Vase
  - Vòng 1: 2011–12